# پرتره هیرونیموس هولتزشوهر
پرتره هیرونیموس هولتزشوهر (به انگلیسی: Hieronymus Holzschuher) از نقاش رنسانس آلمانی، آلبرشت دورر متعلق به سال ۱۵۲۶ بوده و اکنون در گالری نقاشی برلین، نگهداری می‌شود.
هیرونیموس هولتزشوهر (۱۴۶۹–۱۵۲۹)، پاتریشر شهر نورنبرگ، از خانواده هولتزشوهر یکی از قدیمی‌ترین خانواده‌های شورای شهر نورنبرگ بود. او فرزند کارل هولتزشوهر و منصوب شورای شهر به عنوان سومین کاپیتان عالی بوده‌است.
این اثر در نورنبرگ و احتمالاً برای به نمایش گذاشتن در سالن اصلی شهر در یک جشن رسمی، توسط آلبرشت دورر، دوست هیرونیموس هولتزشوهر اجرا شده‌است.